# Језици Јужноафричке Републике
Постоји једанаест званичних језика у Јужноафричкој Републици: африканерски, енглески, ндебеле, северни сото језик, сесото, свази, цонга, цвана, венда, коса и зулу. Мање од 2 посто Јужноафриканаца прича матерњим језиком уместо званичним. Већина Јужноафриканаца зна да говори више од једног званичног језика. Холандски и енглески језик били су први званични језици Јужноафричке Републике од 1910. до 1925. године. Африканерски је додан као део холандског 1925. године, иако је у пракси африканерски ефикасно заменио холандски, који је постао неупотребљив. Када је Јужна Африка постала република 1961. године, званични однос се променио тако да се африканерски сматра да укључује холандски, а холандски је напуштен 1984. године, па је између 1984. до 1994. године Јужноафричка Република имала два службена језика: енглески и африканерски.
Енглески, који је други језик многих Јужноафриканаца, највероватније је најчешће употребљаван језик ове нације. Многе земље широм света су се окренуле према Јужноафричкој Републици у потрази за јефтиним наставницима енглеског и других предмета.
Различити државни департмани и службена тела користе различите појмове за означавање северног сото језика. У Јужноафричкој Републици, јужни ндебеле језик познат је једноставно као ндебеле, како већина корисника овог језика живе у Зимбабвеу.
Од преузимања власти на изборима 1994. године, Афрички национални конгрес промовисао је енглески као главни језик владе, чак иако се Јужноафриканци поносе користећи аутохтоне језике за било коју сврху. Африканерски такође има значајно место у трговини, заједно са енглеским језиком, пошто су то језици са највећим бројем људи који их течно говоре.
У погледу језичке класификације, службени језици укључују два западногерманска језика (енглески и африканерски) и девет јужних банту језика. Четири су нгуни језици (зулу, коса, свази и ндебеле) и три су сото-цвана језици (северни сото, јужни сото и цвана). Цонга је цва-ронга језик.
Јужноафрички знаковни језик је разумљив широм земље, иако понекад преводиоци знаковног језика користе ручно кодирани језик. 

## Демографија језика
| 0–20% 20–40% 40–60% |  | 60–80% 80–100% |

| <1 /km² 1–3 /km² 3–10 /km² 10–30 /km² 30–100 /km² |  | 100–300 /km² 300–1000 /km² 1000–3000 /km² >3000 /km² |

| 0–20% 20–40% 40–60% |  | 60–80% 80–100% |

| <1 /km² 1–3 /km² 3–10 /km² 10–30 /km² 30–100 /km² |  | 100–300 /km² 300–1000 /km² 1000–3000 /km² >3000 /km² |

| 0–20% 20–40% 40–60% |  | 60–80% 80–100% |

| <1 /km² 1–3 /km² 3–10 /km² 10–30 /km² 30–100 /km² |  | 100–300 /km² 300–1000 /km² 1000–3000 /km² >3000 /km² |

Најчешће коришћен језик у Јужноафричкој Републици као матерњи језик је зулу (23 посто), затим коса (16 посто) и африканерски (14 посто). Енглески је четврти по реду најчешће коришћен језик у држави (9,6 посто), али га разумеју у већини урбаних подручја и доминантан је језик како у влади, тако и у медијима. Већина Јужноафриканаца говори језик из једне од две главне гране језика Банту представљене у Јужној Африци: сото-цвана (сесото, северни сото и цвана) или грана Нгуни (зулу, коса, свази и ндебеле). За сваку од две групе, језици унутар те групе су углавном разумљиви изворном говорнику било ког другог језика из те групе. Девет аутохтоних афричких језика Јужноафричке Републике може се подијелити у две географске зоне, док језици нгуни превладавају у југоисточној трећини земље (обала Индијског океана), а сесото језици су доминантни у северној трећини земље која се налази даље у унутрашњости, као и у Боцвани и Лесоту. Гаутенг је лингвистички најхетерогенија покрајина, са приближно једнаким бројем становника који говоре нгуни, сесото и индоевропским језицима. Ово је резултирало ширењем урбане класе, Цоцитал, у великим градским насељима у покрајини.
Африканерски, језик који произилази из холандског језика, најчешће је коришћен у запандој половини земље (западни и северни Кејп). Говори се као матерњи језик од стране приближно 61 посто белаца и 76 посто обојених (мултирасних) људи у земљи. Африканерски се такође говори широм центра и севера земље, као други (или трећи или чак четврти) језик од стране црних Јужноафриканаца који живе у пољопривредним подручјима.
Цензус из 2011. године забележио је следећу расподелу корисника матерњег језика:
| Назив језика   | Назив језика     | Број људи који га користе као матерњи језик | Број људи који га користе као матерњи језик |
| Српски         | Ендоним          |                                             | проценат                                    |
| -------------- | ---------------- | ------------------------------------------- | ------------------------------------------- |
| зулу           | isiZulu          | 11.587.374                                  | 22,7%                                       |
| коса           | isiXhosa         | 8.154.258                                   | 16,0%                                       |
| африканерски   | Afrikaans        | 6.855.082                                   | 13,5%                                       |
| енглески       | English          | 4.892.623                                   | 9,6%                                        |
| северни сото   | Sesotho sa Leboa | 4.618.576                                   | 9,1%                                        |
| цвана          | Setswana         | 4.067.248                                   | 8,0%                                        |
| сесото         | Sesotho          | 3.849.563                                   | 7,6%                                        |
| цонга          | Xitsonga         | 2.277.148                                   | 4,5%                                        |
| свази          | siSwati          | 1.297.046                                   | 2,5%                                        |
| венда          | Tshivenḓa        | 1.209.388                                   | 2,4%                                        |
| ндебеле        | isiNdebele       | 1.090.223                                   | 2,1%                                        |
| знаковни језик |                  | 234.655                                     | 0,5%                                        |
| други језици   |                  | 828.258                                     | 1,6%                                        |
| укупно         | укупно           | 50.961.443                                  | 100,0%                                      |

| Језик          | 2011   | 2001   | Промена (у постоцима) |
| -------------- | ------ | ------ | --------------------- |
| зулу           | 22,7%  | 23,8%  | -1,1                  |
| коса           | 16,0%  | 17,6%  | -1,6                  |
| африканерски   | 13,5%  | 13,3%  | +0,2                  |
| енглески       | 9,6%   | 8,2%   | +1,4                  |
| северни сото   | 9,1%   | 9,4%   | -0,3                  |
| цвана          | 8,0%   | 8,2%   | -0,2                  |
| сесото         | 7,6%   | 7,9%   | -0,3                  |
| цонга          | 4,5%   | 4,4%   | +0,1                  |
| свази          | 2,5%   | 2,7%   | -0,2                  |
| венда          | 2,4%   | 2,3%   | +0,1                  |
| ндебеле        | 2,1%   | 1,6%   | +0,5                  |
| знаковни језик | 0,5%   |        |                       |
| други језици   | 1,6%   | 0,5%   | +1,1                  |
| укупно         | 100,0% | 100,0% |                       |

### Остали значајни језици који се користе у Јужноафричкој Републици
Остали језици који се користе у Јужноафричкој Републици, иако нису наведени у Уставу, укључују фанагало, лобеду, северни ндебеле језик, фути. За лобеду се тврди да је дијалект северног сото језика и да је аутономни језик. Фанагало је пиџин који се често користи као лингва франка у рударској индустрији.
Значајан број имиграната из Европе, других делова Африке и индијског потконтинента значи да се широк спектар других језика може наћи у деловима Јужноафричке Републике. У старијим имигрантским заједницама постоје: грчки, гуџарати, хинди, португалски, тамилски, урду, јидиш, италијански и мањи број људи који говоре холандски, француски и немачки.
Ови незванични језици могу се користити у ограниченој полуслужбеној употреби где је утврђено да су ови језици преовлађујући. Још важније, ови језици имају значајне локалне функције у одређеним заједницама чији су идентитети чврсто везани за језички и културни идентитет који сигнализирају ови незванични јужноафрички језици.
Најбрже растући незванични језик је португалски - матерњи језик португалских имиграната, посебно из Мадеире и касније белих и црних насељеника избеглица из Анголе и Мозамбика након што су освојили независност од Португалије, а француски говоре имигранти и избеглице из француског говорног подручја Средње Африке.
Недавно су се људи који говоре језике из северне, средње и западне Африке дошли у Јужноафричку Републику, углавном у веће градове, посебно у Јоханезбург и Преторију, али и у Кејптаун и Дурбан.

## Уставне одредбе
Поглавље 1 (оснивачке одредбе), одељак 6 (језици) Устава Јужноафричке Републике је основа за политику владе о језицима.
Енглески текст устава потписан од стране председника Нелсона Манделе 16. децембра 1996. године (углавном) користи имена језика који су сами изражени на тим језицима. Сесото се односи на јужни сото језик, а исиндебеле се односи на јужни ндебеле језик. Контроверза окружује ознаку северног сесото језика као сепеди (његов главни дијалекат) уместо свеобухватног сесото са лебоа (што је речено у Привременом Уставу из 1993. године). Венда језик је такође погрешно написан као Tshivenda уместо правилно као Tshivenḓa.
Устав помиње "знаковни језик" у општем смислу, а не у Јужноафричком знаковном језику.
1. Званични језици републике су сепеди, сесото, сецвана, сисвати, венда, цонга, африканерски, енглески, исиндебеле, исикоса и исизулу.
2. Признајући историјски смањену употребу и статус домаћих језика нашег народа, држава мора да предузме практичне и позитивне мере како би подигла статус и унапредила употребу ових језика.
3. (а) Национална влада и покрајинске владе могу користити било који одређени званични језик у сврху владања, узимајући у обзир употребу, практичност, трошак, регионалне околности и равнотежу потреба и преференција становништва у целини или у покрајини у питању; али национална влада и свака покрајинска влада морају да користе најмање два службена језика. (б) Општине морају узети у обзир употребу језика и преференције својих становника.
4. Националне владе и покрајинске владе, законодавним и другим мерама, морају регулисати и надгледати њихову употребу службених језика. Без одбацивања одредаба из става (2), сви службени језици морају уживати једнакост уважавања и морају се третирати једнако.
5. Свејужноафрички језички одбор установљен националним законодавством мора (а) да промовише и ствара услове за развој и коришћење свих службених језика, кои, нама и сан језика и знаковног језика; и (б) да промовише и осигура поштовање свих језика који се обично користе у Јужноафричкој Републици, укључујући немачки, грчки, ггуџарати, хинди, португалски, телугу, тамил и урду и арапски, хебрејски, санскрит и друге језике који се користе у верске сврхе у Јужноафричкој Републици.

— Устав Јужноафричке Републике
| Језици у Јужноафричкој Републици (2011) ‍ | Језици у Јужноафричкој Републици (2011) ‍ | Језици у Јужноафричкој Републици (2011) ‍ | Језици у Јужноафричкој Републици (2011) ‍ | Језици у Јужноафричкој Републици (2011) ‍ |
| ---------------------------------------- | ---------------------------------------- | ---------------------------------------- | ---------------------------------------- | ---------------------------------------- |
|                                          |                                          |                                          |                                          |                                          |
| зулу                                     | зулу                                     |                                          | 11.587.374                               | 22,7%                                    |
| коса                                     | коса                                     |                                          | 8.154.258                                | 16%                                      |
| африканерски                             | африканерски                             |                                          | 6.855.082                                | 13,5%                                    |
| енглески                                 | енглески                                 |                                          | 4.892.623                                | 9,6%                                     |
| северни сото                             | северни сото                             |                                          | 4.618.576                                | 9,1%                                     |
| цвана                                    | цвана                                    |                                          | 4.067.248                                | 8%                                       |
| сесото                                   | сесото                                   |                                          | 3.849.563                                | 7,6%                                     |
| цонга                                    | цонга                                    |                                          | 2.277.148                                | 4,5%                                     |
| свази                                    | свази                                    |                                          | 1.297.046                                | 2,5%                                     |
| венда                                    | венда                                    |                                          | 1.209.388                                | 2,4%                                     |
| ндебеле                                  | ндебеле                                  |                                          | 1.090.223                                | 2,1%                                     |
| знаковни                                 | знаковни                                 |                                          | 234.655                                  | 0,5%                                     |